# Льоренте, Хосеба
Хосеба Льоренте Этшарри (исп. Joseba Llorente Etxarri; 24 ноября 1979, Фуэнтеррабия) — испанский футболист баскского происхождения.

## Клубная карьера
Хосеба Льоренте родился в Фуэнтеррабиа, в Басконии. Он является воспитанником «Реал Сосьедад», дебютировав за основную команду 3 октября 1999 года против «Реал Сарагоса» (0:2 выездное поражение). Однако, за четыре сезона Льоренте отыграл всего в 23 матчах, дважды отправлявшись в аренду клубу Сегунды «Эйбар».
В сезоне 2005-06 Хосеба перешёл в «Реал Вальядолид», забив 12 мячей в дебютном сезоне и 17 в следующем.
20 января 2008 года в матче Примеры против «Эспаньола» Льоренте забил самый быстрый гол в истории чемпионатов Испании (7.82 секунд), побив предыдущий рекорд уругвайского форварда Дарио Сильвы (8 секунд). В том сезоне Хосеба открыл новое дыхание, в 29 лет забив 16 голов и помог команде сохранить место элитном дивизионе (а именно забил хет-трик в ворота Рекреативо).
26 мая 2008 года Льоренте подписал четырёхлетний контракт с «Вильярреалом». Он забил свой первый гол за новый клуб в победном матче 2:1 против «Нумансии» 21 сентября. Ровно месяц спустя Хосеба забил три гола против Ольборга в рамках Лиги чемпионов (6:3 домашняя победа).
10 марта 2009 года после нескольких минут на поле Льоренте забил победный гол в ворота «Панатинаикоса» и принёс выездную победу 2:1. Его первый сезон в «Вильярреале» был очень продуктивным, забив 15 голов (лучший в составе), в том числе и 2 мяча в ворота «Барселоны» 3:3.
16 июня 2010 года после ещё одного хорошего сезона в «Вильярреале» Льоренте вернулся в «Сосьедад», только что вернувшийся в Сегунду, подписав четырёхлетний контракт на сумму €2.5 миллиона. В его официальном дебюте 29 августа Хосеба отдал голевой пас на Хави Прието в домашнем матче против своей бывшей команды «Вильярреал». В середине января 2011 года Льоренте получил травму спины и пропустил оставшуюся часть сезона.
26 августа 2012 года открыл счёт голам в Примере за свой новый клуб «Осасуну» в матче против «Барселоны», который закончился волевой победой каталонцев со счётом 2:1.